# Internationale Eisenbahntechnische Ausstellung Seddin

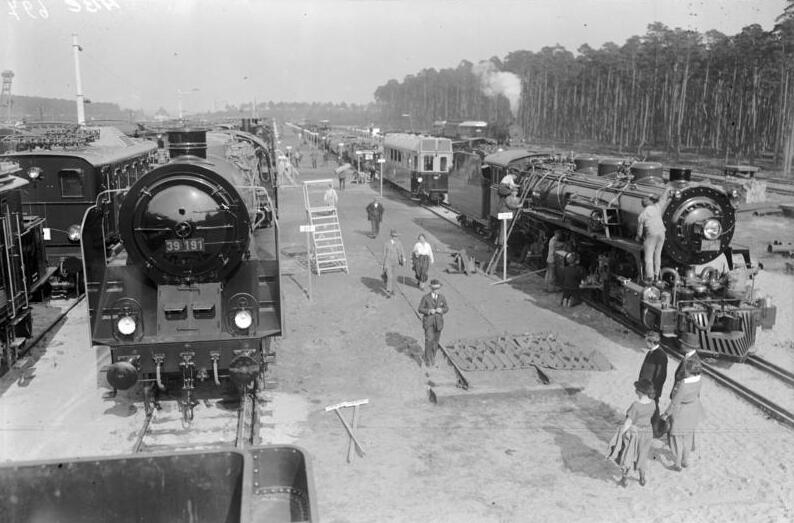
Die Internationale Eisenbahntechnische Ausstellung auf dem Rangierbahnhof Seddin

Die Internationale Eisenbahntechnische Ausstellung Seddin im Bahnhof Seddin war eine Präsentation von modernen Schienenfahrzeugen aller Traktionsarten und die erste ihrer Art in Deutschland nach dem Ersten Weltkrieg. Sie fand 1924 in Seddin im dortigen Rangierbahnhof statt. Die Ausstellung wurde anlässlich der Eisenbahntechnischen Tagung in Berlin durchgeführt und wird teilweise als Ausstellung zur Eisenbahntechnischen Tagung in Berlin bezeichnet.

## Geschichte und Schwerpunkte
Die Ausstellung fand vom 21. September bis zum 5. Oktober 1924 statt und war täglich von 9:00 bis 18:30 für das Publikum geöffnet. Der Eintrittspreis betrug 1,00 RM (für Kinder unter 15 Jahren 0,50 RM). Die parallel abgehaltene Eisenbahntechnische Tagung in der Technischen Hochschule Charlottenburg dauerte vom 22. bis zum 27. September. Nachweisbar begannen am 25. September 1924 die Fachvorträge über den elektrischen Betrieb der Eisenbahnen. Während ein Jahr später die Deutsche Verkehrsausstellung 1925 in München einem breiten Publikum präsentiert wurde, waren auf der Internationalen Eisenbahnausstellung anlässlich der Eisenbahntechnischen Tagung in Berlin nur Fachleute des Eisenbahnwesens eingeladen, die Vorträge über den damaligen technischen Stand der jeweiligen Traktionsarten hielten. Ihre Bekanntheit erhielt die Ausstellung, weil in vielen Archiven auf die gezeigten Exponate hingewiesen wird. Die ausführlichen technischen Beschreibungen von heute weniger bekannten Fahrzeugen sind nur auf den Fachvorträgen anlässlich dieser Ausstellung aufgebaut. Daneben wurden Fachvorträge über den damaligen Stand der Lokomotivtechnik gehalten.

## Ausgestellte Lokomotiven
Auf der Ausstellung wurden etwa 120 Lokomotiven aller Traktionsarten, 140 Güterwagen und viele technische Neuerungen im Detail gezeigt. Werden die Fahrzeuge in den Einzelauflistungen durchgezählt, wird die Zahl nicht erreicht. Demzufolge müssen außer den nachfolgend aufgeführten Fahrzeugen noch weitere präsentiert worden sein.

### Dampflokomotiven

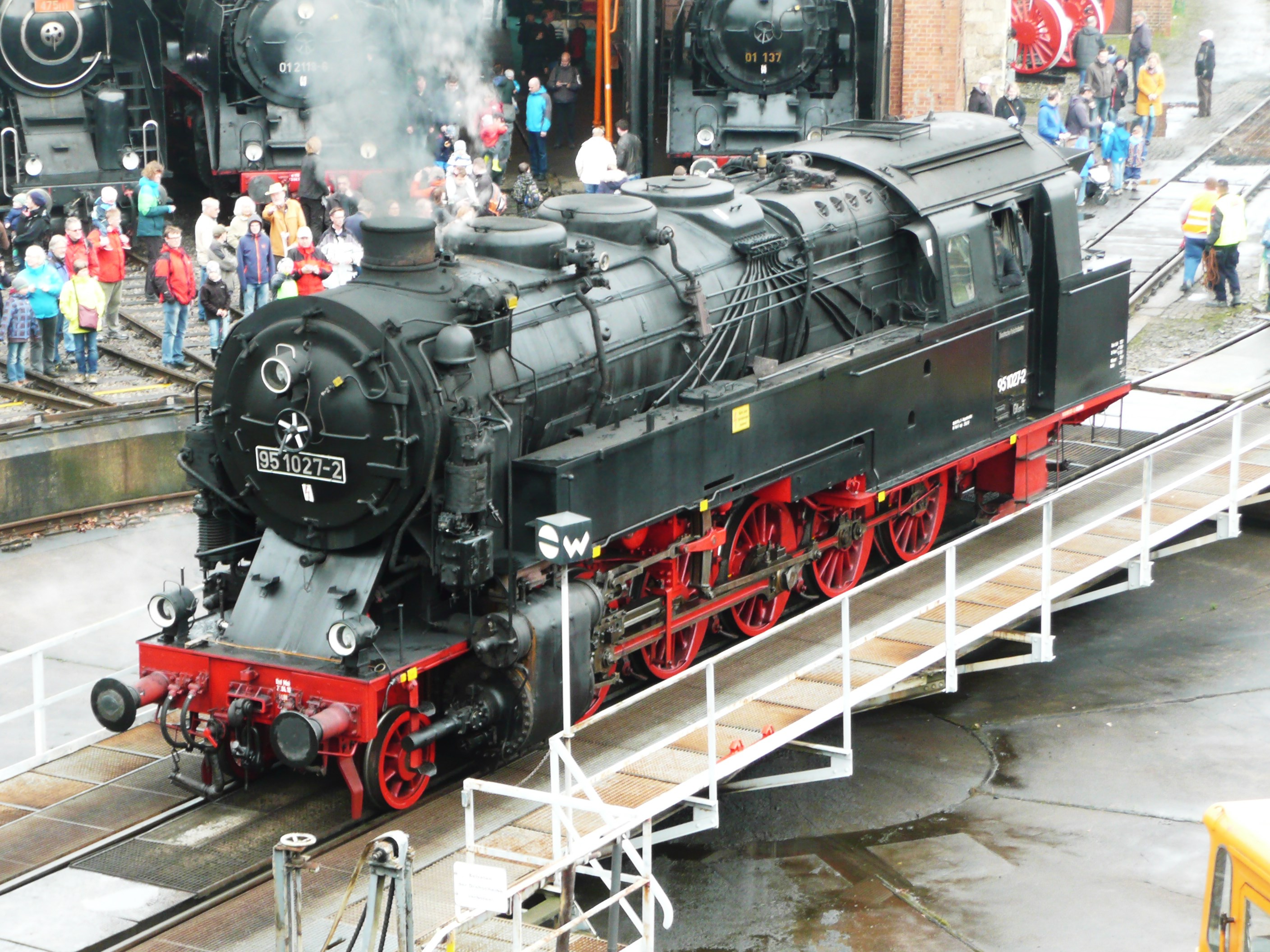
Eine der größten Dampflokomotive der Ausstellung war eine Tenderlokomotive der Reihe 95.0 (Beispielbild Dresden 2016)

Die Lokomotiven wurden nach Herstellerfirmen geordnet ausgestellt. Diese zeigten Lokomotiven in verschiedenen Spurweiten, Vollbahn- und Industrielokomotiven. Es wurden sowohl herkömmlich angetriebene Lokomotiven als auch Dampfspeicherlokomotiven präsentiert.
Rheinmetall zeigte eine Preußische G 10, wobei diese Lokomotive mit zwei Dampfdomen ausgerüstet war. Dazu kamen verschiedene Rangierlokomotiven in den Leistungsklassen von 80 PS und 150 PS in den Spurweiten 750 mm und 900 mm.
Die Lokomotivfabrik Jung war mit drei Tenderlokomotiven der Achsfolgen B und C in den Spurweiten Regelspur, 900 mm und 760 mm vertreten. Die Normalspurlokomotive hatte eine Braunkohlen-Feuerung mit Funkenschutz, die 900 mm-Lokomotive war eine Abraumlokomotive für den Braunkohletagebau mit sehr niedrigen Schornstein und Domen. Die 760 mm-Lokomotive besaß einen herkömmlichen Funkenfänger.
Hanomag war mit sechs Lokomotiven in Normalspur sowie in den Spurweiten 900 mm und 600 mm vertreten. Neben der pr. T 20 war eine Preußische G 9 in Form als Heißdampflokomotive zu sehen. Ferner wurde eine Industrielokomotive der Regelspur mit Caprotti-Steuerung, eine Dampfspeicherlokomotive in Regelspur, ein Abraumlokomotive in Spurweite 900 mm und eine Feldbahnlokomotive mit 600 mm Spurweite gezeigt. Dazu wurden Fertigungszeichnungen wie etwa von einer Malletlokomotive der Spurweite 1.067 mm auf Java gezeigt.
Dazu waren zwei Lokomotiven vorhanden, bei denen kein Hersteller angegeben war. Bei der einen handelte es sich um die damals schwerste und leistungsfähigste Abraumlokomotive mit der Achsfolge C1 für eine Spurweite von 900 mm, die ebenfalls einen sehr kurzen Schornstein und Dome besaß, sowie um eine Nassdampflokomotive der Achsfolge D, die mit Gölsdorf-Achsen ausgerüstet war und bei einem Achsstand von 4.200 mm einen minimal zu befahrenen Kurvenradius von 90 m durchfahren konnte.

### Elektrolokomotiven

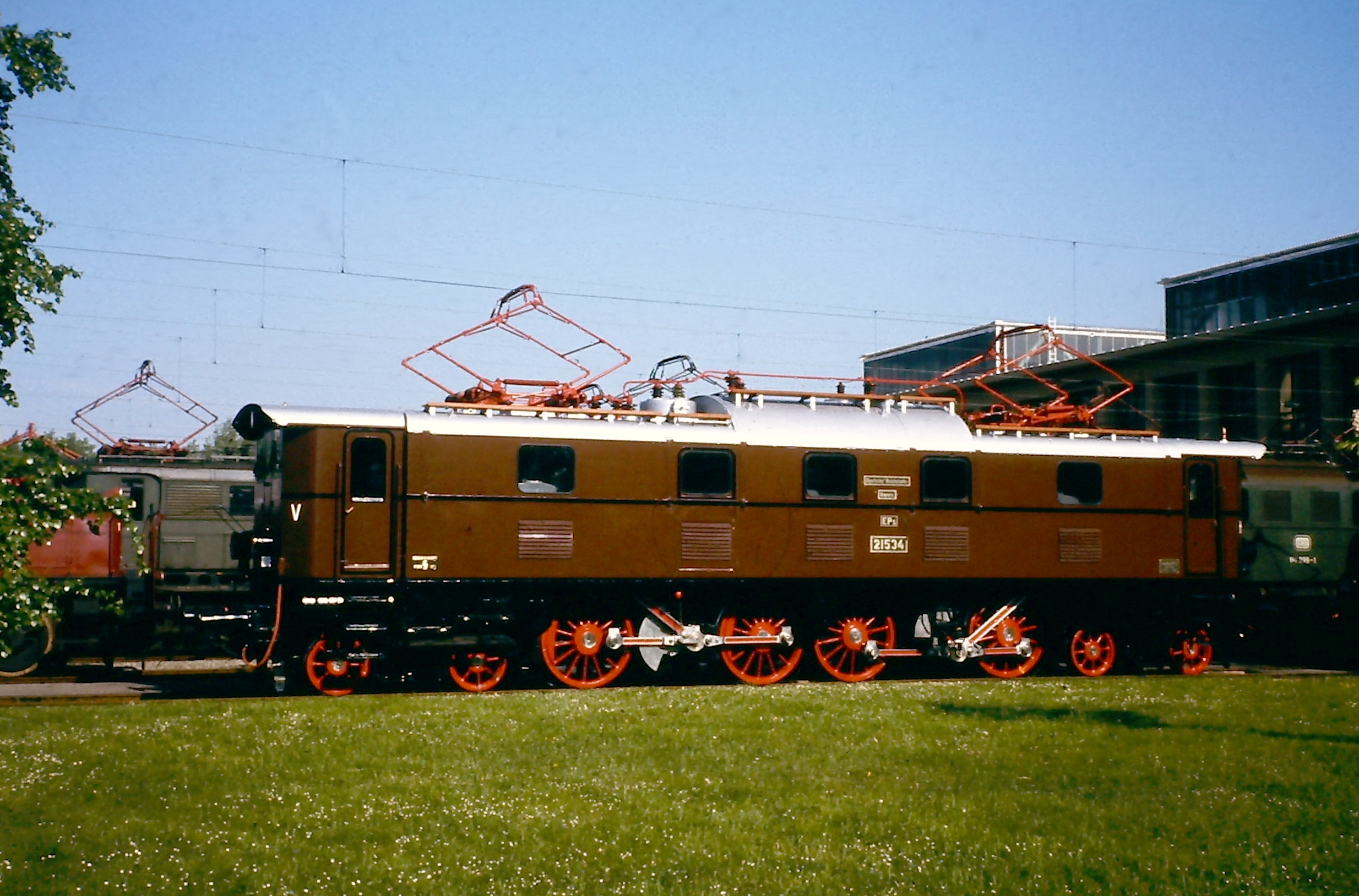
E-Lok auf der internationalen Ausstellung: die DR-Baureihe E 52 (Beispielbild aus dem AW Freimann)

Bei den Elektrolokomotiven waren insgesamt sechs Lokomotiven für Schmalspur und acht Lokomotiven für die Regelspur ausgestellt. Ferner waren drei elektrische Triebzüge in Regelspur, zwei Akkumulatortriebwagen in Regelspur, eine dreiachsige Akkulokomotive in Regelspur und eine vierachsige Akkulokomotive für Grubenbahnen in der Spurweite von 600 mm vorhanden.
Bei den Vollbahnlokomotiven waren Exemplare der Baureihen Preußische EP 236 bis EP 246, Preußische EP 213 bis EP 219, EG 571 ab bis EG 579 ab, ES 51 bis ES 57, bay. EP 2, EP 5, bay. EG 3 und EG 5 22 501–516 / EG 581 Breslau bis EG 594 Breslau ausgestellt.
Die Triebzüge waren durch einen Triebzug der S-Bahn Berlin vertreten. Von der S-Bahn Hamburg wurde ein rekonstruierter Preußischer 551/552 Altona bis 669/670 Altona ausgestellt. Die U-Bahn Berlin stellte einen neuen Triebwagen zur Verfügung.
Zudem waren ein sechsachsiger und ein vierachsiger Akkutriebwagen vertreten. Eine dreiachsige Akkulokomotive in Regelspur von der AEG sowie ein Abbaulokomotive in der Spurweite von 600 mm der gleichen Bauart ergänzten den Ausstellungspark.

### Diesellokomotiven

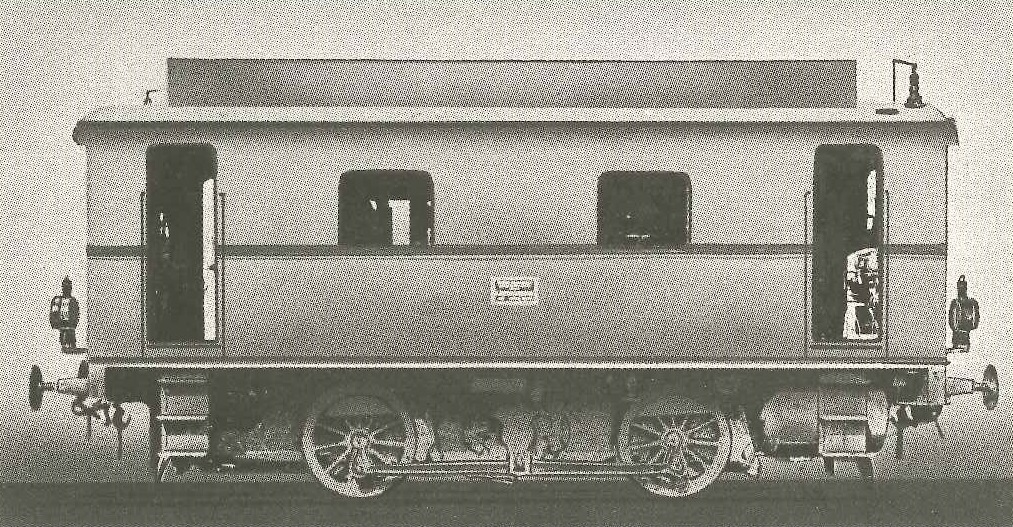
Rangierlokomotive nach dem Patent von Schwartzkopff-Huwiler

Sieben Diesellokomotiven für Regelspur und zwei für Schmalspur sowie sieben Triebwagen für Regelspur standen auf den Messeständen.
Die erste brauchbare Lokomotive der Welt war gerade erst gebaut worden. Deshalb zeigten sich technische Entwicklungsrichtungen, die keine ernsthaften Konkurrenz zur Dampflokomotive boten.
So gab es die hydrostatische Kraftübertragung. Eine Lokomotive war nach dem System Schwartzkopff-Huwiler aufgebaut und war möglicherweise der Vorgänger der DR V 3602. Ferner war eine Lokomotive für eine Fabrik für Werkzeugmaschinen mit der Achsfolge B vorhanden, die mit derselben Getriebeart nach dem System Lauf-Thoma ausgerüstet war. Ebenfalls hydrostatisch arbeiteten die DR V 6001 bis V 6003 der Maschinenbau-Gesellschaft Karlsruhe sowie die B-gekuppelte Lokomotive der Linke-Hofmann-Lauchhammer Aktiengesellschaft.
Bei den Triebwagen waren Fahrzeuge der Hannoverschen Waggonfabrik, der Düsseldorfer Eisenbahnbedarf AG, vorm. Carl Weyer und der Waggonfabrik Gotha ausgestellt. Bekannt waren verschiedene DWK-Triebwagen in Normal- und Schmalspur. Ein Triebwagen der AEG war vertreten: der spätere DR 701 bis 704, dessen Getriebe bereits ständig im Eingriff befindliche Schaltradpaare besaß und der Vorwählcharakteristik und Schaltung mit Klauenschaltung aufwies, weiter ein Triebwagen der Waggonfabrik Werdau. Ausgestellt war der DRG 851 der Waggonfabrik Wismar, nach dessen Antriebsprinzip der direkten Kraftübertragung von einem Maybach-Motor bis in die 1930er Jahre viele Exemplare von Triebwagen entstanden.

## Fachvorträge zu den Traktionsarten

### Dampflokomotive
Die Vorträge zur Dampftraktion waren geprägt durch die 100-jährige Entwicklung der Dampflokomotive bis hierhin und beschäftigten sich mit Fragen, wie der Wirkungsgrad weiter angehoben werden konnte. Ein Gastredner war Richard Paul Wagner. Seine Vorschläge auf weitere wärmetechnische Verbesserungen der Dampfmaschine betrafen die Vorwärmung der Verbrennungsluft der Dampfmaschine, die Tieferlegung des Blasrohres, dessen Optimierung und die Verwendung von Ableitblechen für die Ableitung der Verbrennungsluft.
Weitere Vorträge betrafen die Entwicklung der Kondensation des Abdampfes, die Entwicklung von Kondenslokomotiven und die Verwendung von Abdampf-Triebtendern sowie die Verwendung von Turbinen bei der Abdampfkondensation. Es wurde ein Entwurf der Turbinenlokomotive von Krupp gezeigt.
Es wurden ferner über die Ergebnisse in den Vereinigten Staaten mit der Kohlenstaubfeuerung und die Versuche bei der Deutschen Reichsbahn mit dieser berichtet. Positiv wurde gesehen, dass minderwertige Braunkohle verwendet werden konnte. Die Erfahrungen in den Vereinigten Staaten hätten gezeigt, dass die Kosten für die zusätzlichen Aufwendungen zur Behandlung durch die geringeren Kosten des Betriebes weit ausgeglichen würden.

### Elektrolokomotive
Weit mehr Vorträge wurden bei der elektrischen Lokomotive gehalten. Hier waren die ersten Netze im Entstehen, die Erkenntnisse über einen halbwegs zuverlässigen Betrieb brachten viele Anregungen über Verbesserungen der Lokomotivtechnik mit sich.
So wurden verschiedene Antriebsarten wie der Stangenantrieb bei elektrischen Lokomotiven oder der Einzelachsantrieb durchgesprochen. Es gab einen Erfahrungsaustausch über Einphasen-Reihenschlussmotoren mit der Erkenntnis, dass die Verwendung eines Doppelmotors einem großen Motors vorzuziehen sei. Der Einzelradantrieb war mit dem Buchli-Antrieb erst am Anfang seiner Entwicklung, weitere Antriebe wie der Tatzlager-Antrieb, der Westinghouse-Federantrieb und der SLM-Universalantrieb wurden nur am Rande erwähnt.
Es wurden verschiedene Konstruktionen erwähnt, wobei besonders die EG 5 22 501–516 / EG 581 Breslau bis EG 594 Breslau, EG 571 ab–EG 579 ab, EP 5 und die Bayerische ES 1 hervorgehoben wurden. Weitere Tagungsthemen waren Transformatoren, Stromabnehmer und verschiedene Kleinigkeiten bei dem Höhenausgleich des Antriebes.
Es wurden Berichte über den Stand der Entwicklung der Elektrifizierung in Österreich, der Schweiz und Deutschland abgegeben. In den ersten beiden Ländern konnte Strom billig durch Wasserkraftwerke hergestellt werden. So waren damals bereits 542 km in der Schweiz elektrifiziert. Über Deutschland, wo der Strom für die meisten Netze mit Steinkohle erzeugt werden musste, berichtete Wilhelm Wechmann. Es wurden ferner Leistungsdiagramme der Messfahrten im Elektrischen Bahnbetrieb in Schlesien ausgewertet.

### Diesellokomotive
Bei den Fachtagungen über die Motortraktion wurden nicht viele Vorträge gehalten, da sich diese Antriebsart bis zu diesem Zeitpunkt nicht durchgesetzt hatte. Einen wesentlichen Beitrag lieferte die ausführliche Beschreibung des Triebwagens der Bauart Wismar, der bei Versuchsfahrten sehr gute Ergebnisse zeigte. Seine Antriebselemente wurden ausführlich beschrieben sowie die Kennlinien des Antriebsmotors und der Kraftübertragung besprochen.
Ein weiterer Diskussionsbeitrag ergab sich durch die Anwesenheit von Juri Wladimirowitsch Lomonossow, der mit der SŽD-Baureihe Ээл2 die soeben fertiggestellte erste streckentaugliche Diesellokomotive der Welt präsentierte. Neben dieser wurde eine zweite Variante mit dieselhydraulischer Kraftübertragung als Entwurf gezeigt, dieser wurde nicht realisiert.
Weitere Vorträge betrafen die hydrostatische Kraftübertragung und die Verwendung von Flüssiggas an Stelle von Dieselkraftstoff.